# M8 High-Speed Tractor
Der M8 High-Speed Tractor war eine Artilleriezugmaschine, die ab 1950 von der US Army genutzt wurde. Die Produktion lief von 1950 bis 1955. Es war die Folgeentwicklung des gescheiterten T33 cargo-carrier-Projekts, das auf dem Chassis des leichten Kampfpanzers M24 Chaffee basierte, welches allerdings nicht realisiert worden war.

## Beschreibung
Der M8 war eine Vollketten-Zugmaschine, die auf dem Fahrgestell des Spähpanzers M41 Walker Bulldog basiert. Im Gegensatz zum M41 war jedoch die Wanne verlängert und mit einer zusätzlichen Laufrolle auf jeder Seite ausgestattet worden. Das Fahrzeug war entwickelt worden um Transportanhänger und Geschütze der Artillerie, so das 75-mm-Flugabwehrgeschütz M51 Skysweeper und die Feldkanone 155 mm „Long Tom“ zu ziehen. Fahrer und Beifahrer saßen in festen Kabinen, der Fahrer links, der Beifahrer und MG-Schütze rechts. Das Basismodell konnte rasch vom Personentransport auf den Transport von Granaten und Kartuschen umgerüstet werden. 
Da man das Fahrgestell gedreht hatte und praktisch in Rückwärtsfahrt nutzte, besaß das Fahrzeug dadurch Frontantrieb mit Motor und Getriebe im Bug – was für US-Army-Verhältnisse ungewöhnlich war. Einige Exemplare waren mit einer hydraulisch betätigten Räumschaufel (M5 dozer blade) ausgestattet. 
Die Ladefläche konnte mit einer Plane abgedeckt werden. Im Artilleriezug saß die Geschützbesatzung aufgesessen mit dem Rücken an der Seitenwand. 
Im Jahre 1954 erschien die verbesserte Version M8E2 high speed tractor.